# Gnypeta nigrella

Gnypeta nigrella (лат.) — вид коротконадкрылых жуков из подсемейства Aleocharinae.

## Распространение
Канада, США.

## Описание
Мелкие коротконадкрылые жуки, длина тела 2,7—3,0 мм. Основная окраска тёмно-коричневая (надкрылья часто рыжевато-коричневые). Опушение желтовато-серое, длинное и плотное. Ширина пронотума на 1/4 меньше чем ширина надкрылий, по длине они одинаковые. 5—10-й членики усиков вытянутые. Усики 11-члениковые. Передние лапки 4-члениковые, средние и задние лапки 5-члениковые (формула 4-5-5). Тело блестящее. Активны с мая по июль. 
Вид был впервые описан в 1863 году по материалам из США, а его валидный статус был подтверждён в ходе ревизии, проведённой в 2008 году канадскими энтомологами Яном Климашевским (Jan Klimaszewski; Laurentian Forestry Centre, Онтарио, Канада) и Реджинальдом Уэбстером.